# Ludwig von Struve
Gustav Wilhelm Ludwig von Struve, född den 1 november 1858 i Pulkovo, död den 4 november 1920 i Sevastopol på Krim, var en rysk astronom. 

## Biografi
Han var son till Otto Wilhelm von Struve och far till Otto von Struve. 
Ludwig von Struve studerade i Dorpat, Bonn, Milano och Leipzig och anställdes 1880 vid Pulkovo-observatoriet. År 1886 blev von Struve observator i Dorpat och 1894 professor i astronomi i Charkov, som han lämnade 1919, då han anställdes vid det nygrundade universitetet i Simferopol. I Dorpat deltog von Struve i observationer för Dorpatzonen och bearbetade dessa i Beobachtungen auf der Universitäts Sternwarte Dorpat (band 18, 1891). Av von Struves övriga arbeten kan nämnas Bestimmung der Constante der Præcession und der eigenen Bewegung des Sonnensystems (1887), Bestimmung des Mondhalbmessers an den während der totalen Mondfinsternisse 4/10 1884 und 28/1 1888 beobachteten Sternbedeckungen (1889, 1893) och hans bearbetning av de 1818—1822 i Dorpat genomförda observationerna (1910).